# Skuggor i paradiset
Skuggor i paradiset (finska: Varjoja paratiisissa) är en finländsk dramakomedifilm från 1986 i regi av Aki Kaurismäki, med Matti Pellonpää och Kati Outinen i huvudrollerna. Den skildrar en blyg romans mellan en snabbköpskassörska och en sopåkare.
Titeln är hämtad från Erich Maria Remarques sista roman Skuggor i paradiset. Filmen är den första delen i en tematisk trilogi och följdes av Ariel från 1988 och Flickan från tändsticksfabriken från 1990. Trilogin har växelvis benämnts som arbetarklass- eller proletariatstrilogin och av Kaurismäki själv som förlorartrilogin, med Matteusevangeliets citat om att de saktmodiga ska besitta jorden i åtanke.
Filmen gick upp på finsk bio 17 oktober 1986 och hade sverigepremiär på Kanal 1 där den visades 11 oktober 1989. Den fick Jussistatyetten för bästa film och bästa regi. Skuggor i paradiset var Kaurismäkis första internationella framgång och visades 1987 i Quinzaine des réalisateurs, en parallellsektion till filmfestivalen i Cannes.

## Medverkande
- Matti Pellonpää som Nikander
- Kati Outinen som Ilona
- Sakari Kuosmanen som Melartin
- Esko Nikkari som arbetskamraten
- Kylli Köngäs som Ilonas väninna
- Pekka Laiho som butiksföreståndaren
- Jukka-Pekka Palo som den tredje mannen
- Svante Korkiakoski som polisen
- Mari Rantasila som Nikanders syster
- Safka som pianisten